# Hammerfall
HammerFall – szwedzka grupa muzyczna wykonująca power metal utworzona w roku 1993 w Göteborgu.

## Historia

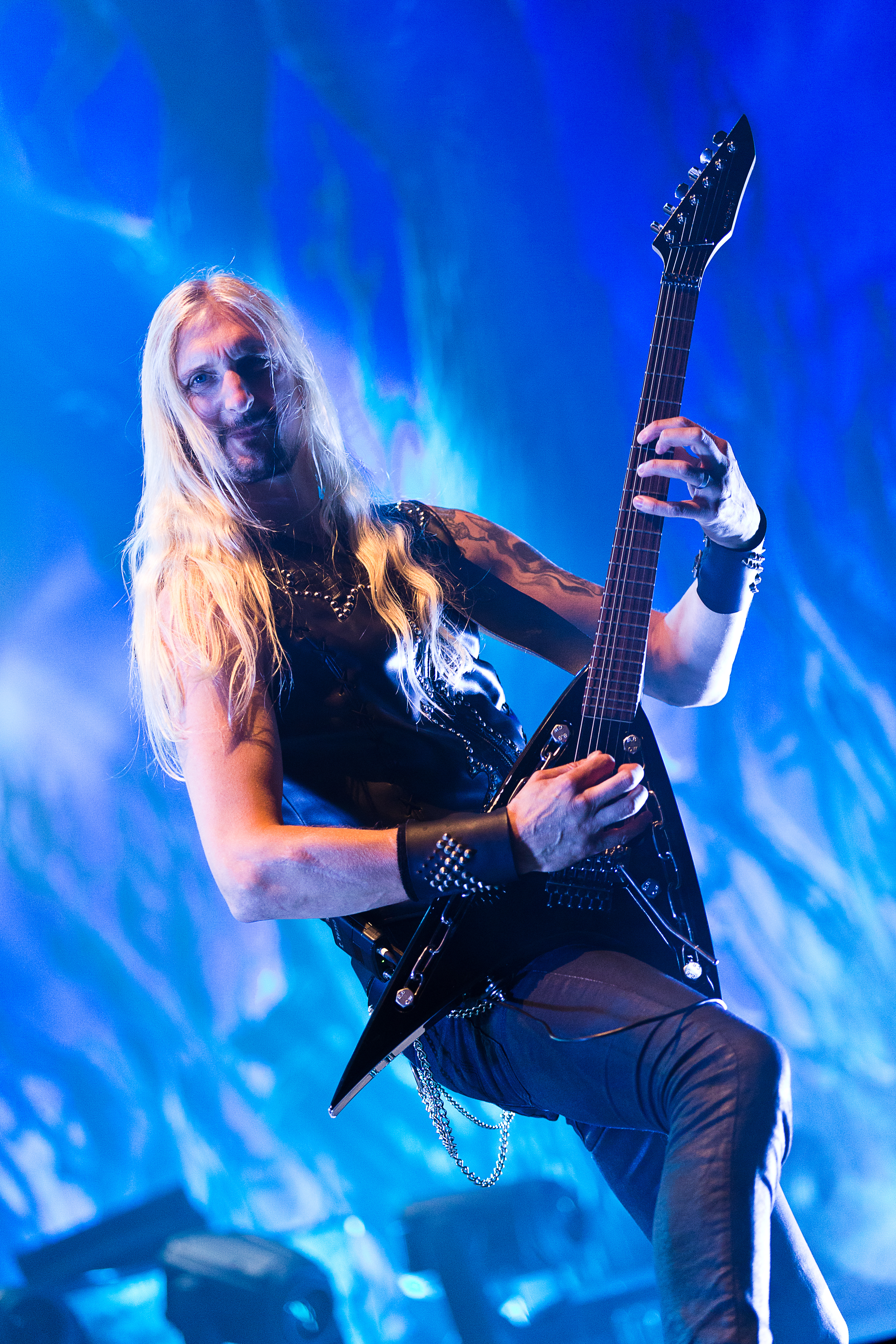
Oscar Dronjak, 2015

Zespół HammerFall powstał 1993 roku w szwedzkim mieście Göteborg z inicjatywy Oscara Dronjaka oraz Jespera Strömblada we współpracy z Niklasem Sundinem i Mikaelem Stannem, muzykami grupy Dark Tranquillity. Początkowo pierwszym wokalistą tego zespołu był Mikael Stanne, jednakże od 1996 roku aż do dzisiaj na jego miejsce tego typu rolę muzyczną pełni Joacim Cans, z kolei Oscar Dronjak jest w chwili obecnej jedynym członkiem zespołu, który gra utwory muzyczne od początku istnienia grupy.
Debiutancki album grupy zatytułowany Glory To The Brave ukazał się w roku 1997. Wydawnictwo utrzymywało się m.in. na niemieckiej liście Top 100 przez ponad dwa miesiące, a magazyn „Rock Hard” obwołał go albumem roku. W rok później ukazał się kolejny album zatytułowany Legacy of Kings (1998). Rok później skład opuścił Patrik Räfling, którego zastąpił Anders Johansson.
Na następnym wydawnictwie pt. Renegade muzycy zaprezentowali muzykę heavymetalową w klasycznej formie. Płyta ukazała się w 2000 roku. 28 października 2002 roku został wydany album Crimson Thunder. 4 marca 2005 roku ukazał się album zatytułowany Chapter V: Unbent, Unbowed, Unbroken. Z kolei w 2006 roku została wydana płyta pt. Threshold. W roku 2007 ze względu na 10 lat istnienia pierwszego albumu o nazwie Glory To The Brave zespół wydał kompilację piosenek pod tytułem Steel Meets Steel – Ten Years of Glory składająca się z dwóch płyt, natomiast rok później ukazała się również druga kompilacja o nazwie Masterpieces zawierająca aż 18 utworów muzycznych.
6 marca 2007 roku grupę opuścił basista Magnus Rosén. Na jego miejsce 10 kwietnia powrócił Fredrik Larsson, członek tego zespołu w latach 1994–1997. 2 kwietnia 2008 śladami Magnusa podążył gitarzysta Stefan Elmgren, który zakończył karierę muzyczną i zajął się zawodowo pilotażem samolotów. Został on zastąpiony przez Pontusa Norgrena. W 2009 roku został wydany album No Sacrifice, No Victory. W 2011 roku ukazała się kolejna płyta zespołu pt. Infected. W 2014 roku ukazał się 10. album o nazwie (r)Evolution, jednak zaraz po jej wydaniu zespół opuszcza perkusista Anders Johansson, a na jego miejsce przychodzi David Wallin, gdyż Anders po 15 latach aktywności w tym zespole doszedł do wniosku, że stracił swoją chęć do dalszego działania na wzięcie udziału w trasach koncertowych oraz nagrywaniu kolejnych albumów. W międzyczasie zespół opuszcza Fredrik Larsson, gdyż postanowił wziąć sobie urlop i poświęcić czas rodzinie. Na jego miejsce zgodził się przyjść były gitarzysta Stefan Elmgren i zespół rozpoczyna trasę koncertową, która promuje ich nowy album. Po niedługim czasie urlopu Fredrik Larsson powraca do zespołu i bierze udział w kolejnych koncertach z zespołem.

## Muzycy

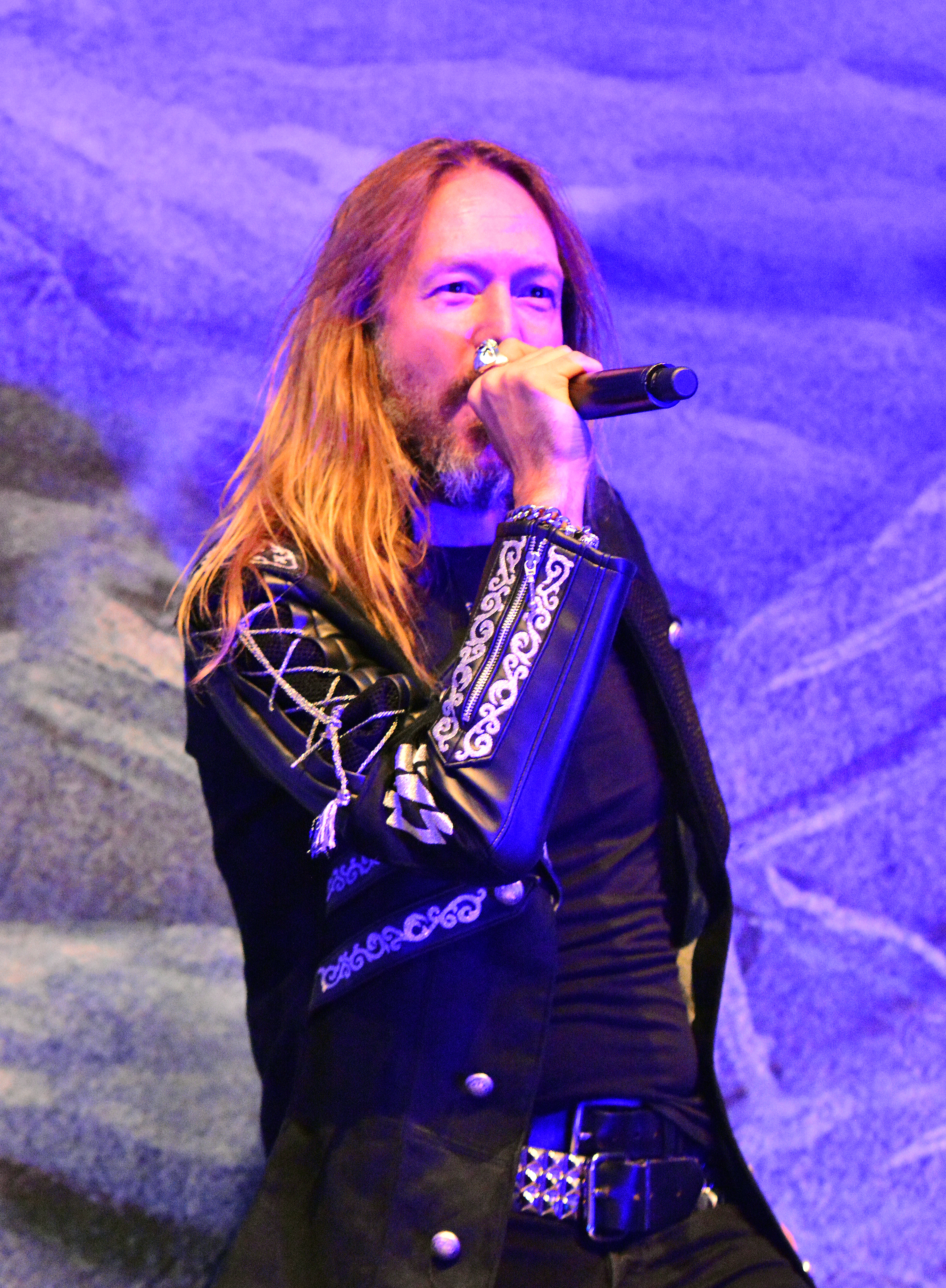
Joacim Cans, 2015

| - Joacim Cans – śpiew (od 1996) - Oscar Dronjak – gitara elektryczna, śpiew (od 1993) - Pontus Norgren – gitara elektryczna (od 2008) - Fredrik Larsson – gitara basowa, śpiew (1994–1997, od 2007) - David Wallin – perkusja (2014–2016, od 2017) - Stefan Elmgren – gitara elektryczna (1997–2008, od 2014) - Pontus Egberg – gitara basowa (2012) - Stefan Elmgren – gitara basowa (2014–2015) - Johan Koleberg – perkusja (2016–2017) |  | - Johan Larsson – gitara basowa (1993–1994) - Jesper Strömblad – perkusja (1993–1997) - Niklas Sundin – gitara elektryczna (1993–1995) - Mikael Stanne – śpiew (1993–1996) - Glenn Ljungström – gitara elektryczna (1995–1997) - Magnus Rosén – gitara basowa (1997–2007) - Patrik Räfling – perkusja (1997–1999) - Anders Johansson – perkusja (1999–2014) |

## Dyskografia

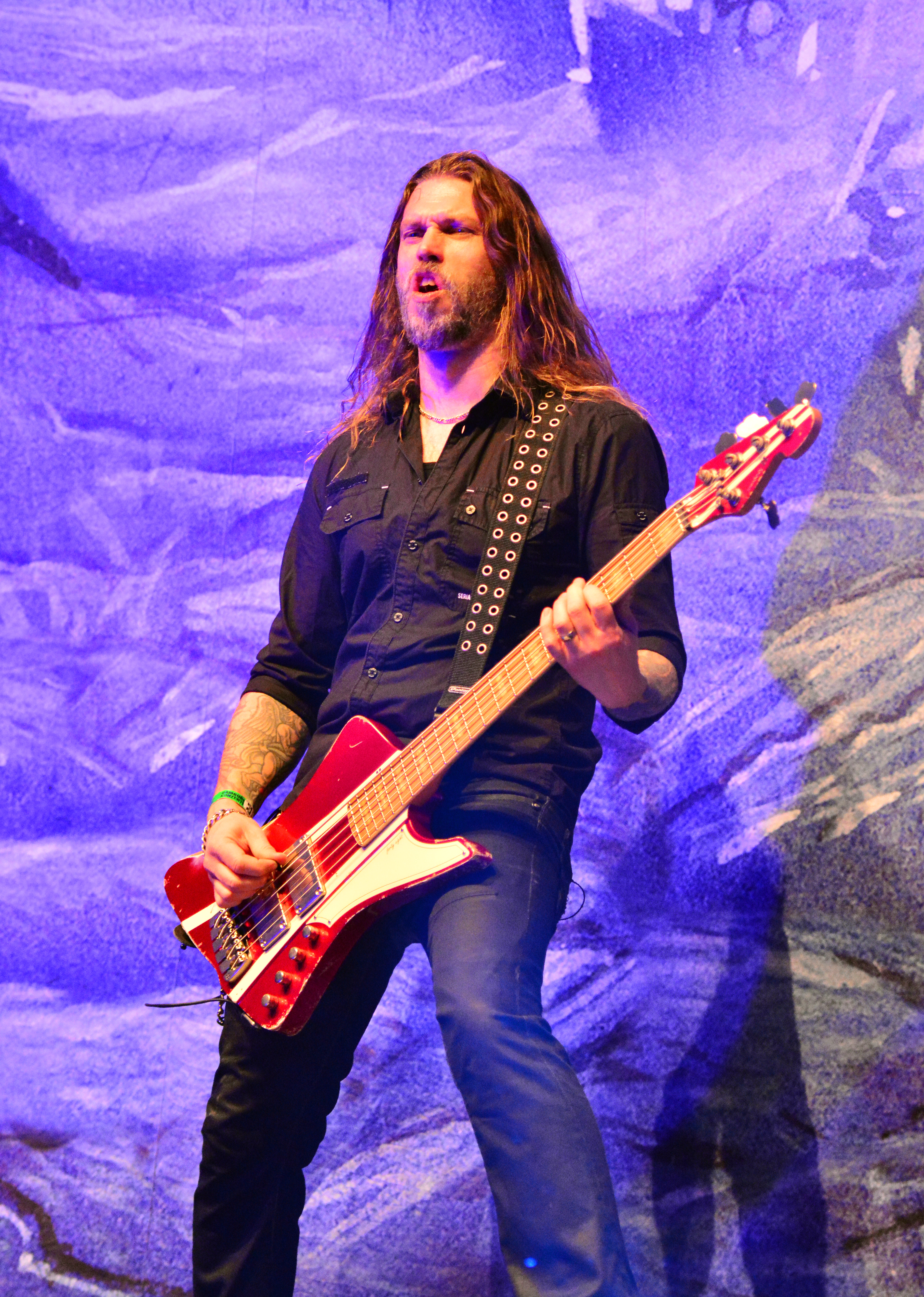
Fredrik Larsson, 2015

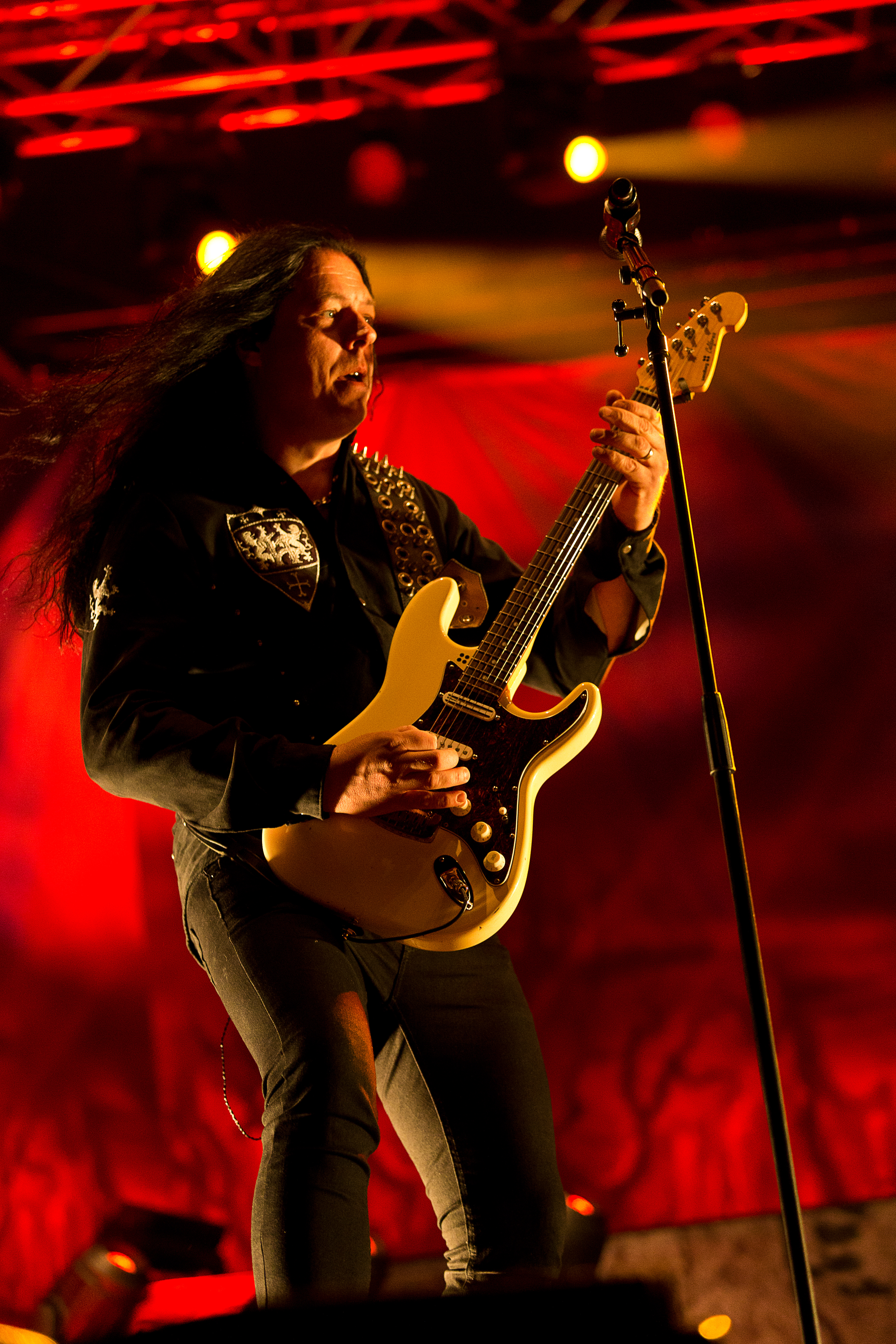
Pontus Norgren, 2015

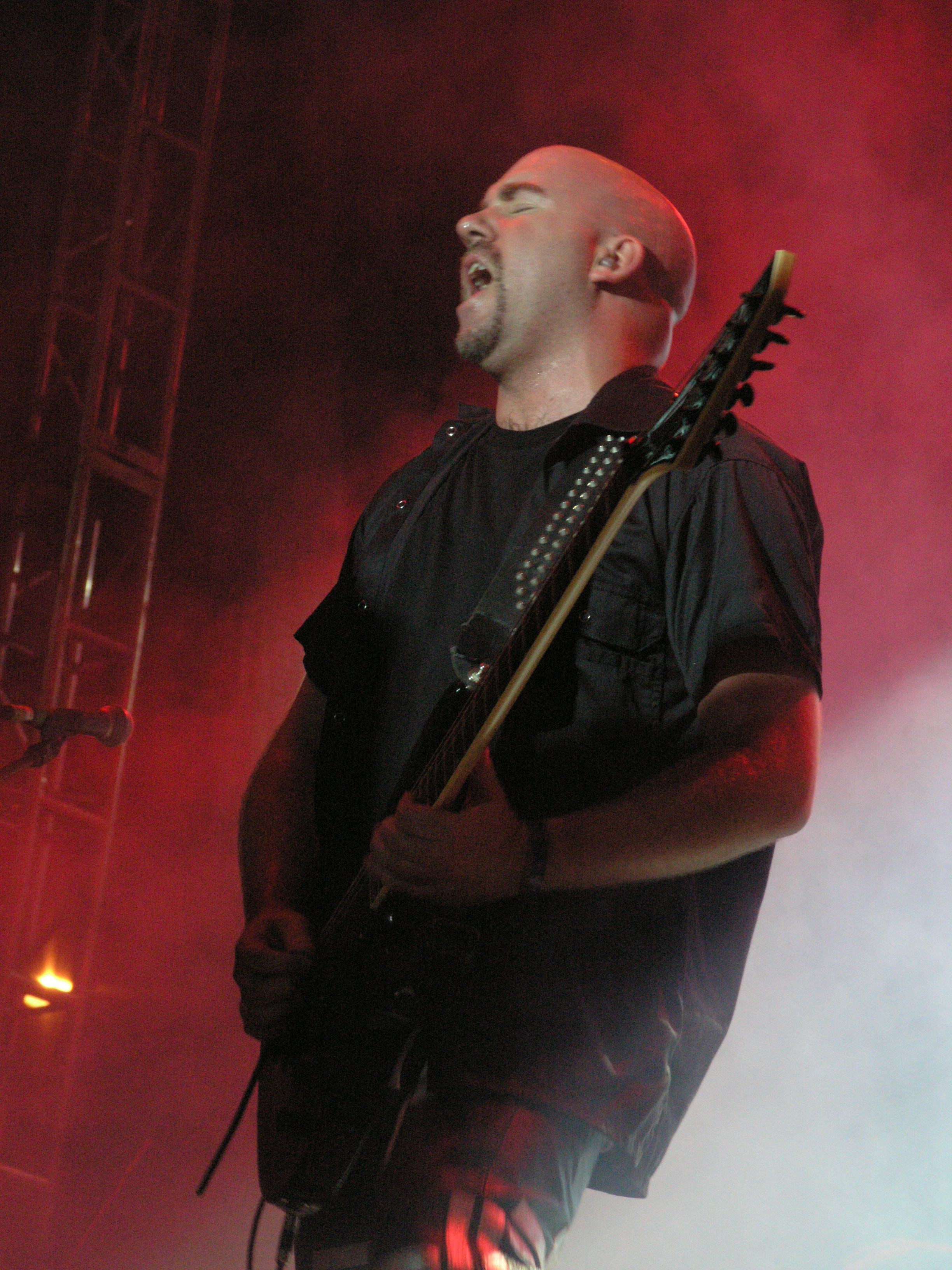
Stefan Elmgren, 2007

### Albumy studyjne
| Rok                            | Tytuł                                                                              | Pozycja na liście | Pozycja na liście | Pozycja na liście | Pozycja na liście | Pozycja na liście | Pozycja na liście | Pozycja na liście | Pozycja na liście | Pozycja na liście | Certyfikat   |
| Rok                            | Tytuł                                                                              | DEU               | SWE               | FIN               | AUT               | CHE               | BEL               | FRA               | JPN               | USA Heat          | Certyfikat   |
| ------------------------------ | ---------------------------------------------------------------------------------- | ----------------- | ----------------- | ----------------- | ----------------- | ----------------- | ----------------- | ----------------- | ----------------- | ----------------- | ------------ |
| 1997                           | Glory to the Brave - Data: 27 czerwca 1997 - Wydawca: Nuclear Blast                | 38                | –                 | –                 | 40                | –                 | –                 | –                 | –                 | –                 |              |
| 1997                           | Glory to the Brave (EP) - Data: 20 października 1997 - Wydawca: Nuclear Blast      | –                 | –                 | –                 | –                 | –                 | –                 | –                 | –                 | –                 |              |
| 1998                           | Heeding the Call (EP) - Data: 3 sierpnia 1998 - Wydawca: Nuclear Blast             | –                 | –                 | –                 | –                 | –                 | –                 | –                 | –                 | –                 |              |
| 1998                           | Legacy of Kings - Data: 28 września 1998 - Wydawca: Nuclear Blast                  | 15                | 15                | –                 | 34                | –                 | –                 | –                 | 71                | –                 |              |
| 1999                           | I Want Out (EP) - Data: 31 sierpnia 1999 - Wydawca: Nuclear Blast                  | –                 | –                 | –                 | –                 | –                 | –                 | –                 | –                 | –                 |              |
| 2000                           | Renegade - Data: 9 października 2000 - Wydawca: Nuclear Blast                      | 17                | 1                 | 34                | 43                | 72                | –                 | –                 | 40                | –                 | - SWE: złoto |
| 2002                           | Crimson Thunder - Data: 28 października 2002 - Wydawca: Nuclear Blast              | 13                | 3                 | –                 | 65                | 83                | –                 | 134               | 82                | –                 | - SWE: złoto |
| 2005                           | Chapter V: Unbent, Unbowed, Unbroken - Data: 4 marca 2005 - Wydawca: Nuclear Blast | 12                | 4                 | –                 | 36                | 39                | –                 | 159               | 163               | –                 |              |
| 2006                           | Threshold - Data: 18 października 2006 - Wydawca: Nuclear Blast                    | 15                | 1                 | –                 | 30                | 32                | –                 | 192               | 146               | –                 |              |
| 2009                           | No Sacrifice, No Victory - Data: 20 lutego 2009 - Wydawca: Nuclear Blast           | 7                 | 2                 | –                 | 25                | 20                | 92                | 95                | 136               | 38                |              |
| 2011                           | Infected - Data: 20 maja 2011 - Wydawca: Nuclear Blast                             | 9                 | 2                 | 44                | 17                | 21                | –                 | –                 | 250               | 16                |              |
| 2014                           | (r)Evolution - Data: 27 sierpnia 2014 - Wydawca: Nuclear Blast                     | 4                 | 1                 | 10                | 13                | 5                 | 90                | 85                | 150               | 1                 |              |
| 2016                           | Built to Last - Data: 4 listopada 2016 - Wydawca: Napalm Records                   | 8                 | 6                 | –                 | 19                | 15                | 96                | –                 | 125               | 11                |              |
| 2019                           | Dominion - Data: 16 sierpnia 2019 - Wydawca: Napalm Records                        | 4                 | 2                 | 48                | 11                | 2                 | 48                | 126               | 119               | 4                 |              |
| 2022                           | Hammer of Dawn - Data: February 25th, 2022 - Wydawca: Napalm Records               | -                 | -                 | -                 | -                 | -                 | -                 | -                 | -                 | -                 |              |
| „–” pozycja nie była notowana. |                                                                                    |                   |                   |                   |                   |                   |                   |                   |                   |                   |              |

### Albumy koncertowe
| Rok  | Tytuł                                                                       | Pozycja na liście | Pozycja na liście |
| Rok  | Tytuł                                                                       | DEU               | SWE               |
| ---- | --------------------------------------------------------------------------- | ----------------- | ----------------- |
| 2003 | One Crimson Night - Data: 20 października 2003 - Wydawca: Nuclear Blast     | 58                | 15                |
| 2020 | Live! Against the World - Data: October 23rd, 2020 - Wydawca: Nuclear Blast |                   |                   |

### Kompilacje
| Rok                            | Tytuł                                                                                        | Pozycja na liście | Pozycja na liście | Pozycja na liście | Pozycja na liście | Pozycja na liście | Pozycja na liście | Pozycja na liście | Pozycja na liście | Pozycja na liście |
| Rok                            | Tytuł                                                                                        | DEU               | SWE               | AUT               | CHE               |                   |                   |                   |                   |                   |
| ------------------------------ | -------------------------------------------------------------------------------------------- | ----------------- | ----------------- | ----------------- | ----------------- | ----------------- | ----------------- | ----------------- | ----------------- | ----------------- |
| 2007                           | Steel Meets Steel – Ten Years of Glory - Data: 13 października 2007 - Wydawca: Nuclear Blast | 53                | 15                | 38                | 51                |                   |                   |                   |                   |                   |
| 2008                           | The Vinyl Single Collection - Data: 22 lutego 2008 - Wydawca: Nuclear Blast                  | –                 | –                 | –                 | –                 |                   |                   |                   |                   |                   |
| 2008                           | Masterpieces - Data: 27 czerwca 2008 - Wydawca: Nuclear Blast                                | 69                | –                 | –                 | 38                |                   |                   |                   |                   |                   |
| „–” pozycja nie była notowana. |                                                                                              |                   |                   |                   |                   |                   |                   |                   |                   |                   |

### Single
| 2000                           | Renegade               | 17 | 89 | –  | –  |                    | Renegade                             |
| 2001                           | Always Will Be         | 50 | –  | –  | –  |                    | Renegade                             |
| 2002                           | Crimson Thunder        | –  | –  | –  | –  |                    | Crimson Thunder                      |
| 2002                           | Hearts on Fire         | 11 | 58 | –  | –  |                    | Crimson Thunder                      |
| 2005                           | Blood Bound            | 5  | –  | 85 | –  |                    | Chapter V: Unbent, Unbowed, Unbroken |
| 2006                           | The Fire Burns Forever | –  | –  | –  | –  |                    | Threshold                            |
| 2006                           | Natural High           | 6  | 79 | 83 | 71 |                    | Threshold                            |
| 2007                           | Last Man Standing      | –  | –  | –  | –  |                    | Threshold                            |
| 2010                           | My Sharona             | –  | –  | –  | –  |                    | No Sacrifice, No Victory             |
| 2011                           | One More Time          | –  | –  | –  | –  | - SWE: złota płyta | Infected                             |
| „–” pozycja nie była notowana. |                        |    |    |    |    |                    |                                      |

## Wideografia
| 1999                           | The First Crusade (VHS, DVD) - Data: 9 sierpnia 1999 - Wydawca: Nuclear Blast                                  | –  | –  |
| 2002                           | The Templar Renegade Crusades (VHS, DVD) - Data: 21 maja 2002 - Wydawca: Nuclear Blast                         | –  | –  |
| 2002                           | Hearts on Fire (DVD) - Data: 4 listopada 2002 - Wydawca: Nuclear Blast                                         | –  | –  |
| 2003                           | One Crimson Night (DVD) - Data: 17 października 2003 - Wydawca: Nuclear Blast                                  | –  | –  |
| 2008                           | Rebels With a Cause – Unruly, Unrestrained, Uninhibited (DVD) - Data: 27 czerwca 2008 - Wydawca: Nuclear Blast | 71 | 15 |
| „–” pozycja nie była notowana. | |    |    |

## Nagrody i wyróżnienia
| Rok  | Kategoria             | Tytułem                              | Nagroda | Nota      | Źródło |
| ---- | --------------------- | ------------------------------------ | ------- | --------- | ------ |
| 1998 | Årets hårdrock        | Glory to the Brave                   | Grammis | Nominacja | [ 22 ] |
| 2001 | Årets hårdrock        | Renegade                             | Grammis | Nominacja | [ 23 ] |
| 2006 | Årets hårdrock/metall | Chapter V: Unbent, Unbowed, Unbroken | Grammis | Nominacja | [ 24 ] |
| 2007 | Årets hårdrock/metall | Threshold                            | Grammis | Nominacja | [ 25 ] |
| 2010 | Årets hårdrock        | No Sacrifice, No Victory             | Grammis | Nominacja | [ 26 ] |
| 2012 | Årets hårdrock/metall | Infected                             | Grammis | Nominacja | [ 27 ] |